# Sandy Powell
Sandy Powell (Londra, 7 aprile 1960) è una costumista britannica, candidata 15 volte all'Oscar per i migliori costumi e vincitrice di tre statuette, rispettivamente per Shakespeare in Love, The Aviator e The Young Victoria.

## Biografia
Cresciuta a sud di Londra, ha studiato alla Central School of Art and Design, che ha poi abbandonato per iniziare la sua carriera creando costumi per produzioni teatrali e compagnie di danza. Tra gli altri, nel 1986, ha lavorato in Caravaggio di Derek Jarman, con cui ha continuato a lavorare negli anni successivi.
Nel corso della sua carriera è stata una fidata collaboratrice del regista Neil Jordan, inoltre ha lavorato per registi come Mike Figgis, Stephen Frears e molti altri. Ha collaborato, inoltre, in ben sei pellicole del regista Martin Scorsese e quattro del regista Todd Haynes.
Nel 2011 è stata nominata Ufficiale dell'Ordine dell'Impero Britannico (OBE) per i suoi servizi all'industria cinematografica. Nel 2014 è membro della Giuria della selezione ufficiale in occasione della 71ª Mostra internazionale d'arte cinematografica di Venezia.
Suo cugino è il costumista Anthony Powell.

## Filmografia

### Costumista
- Caravaggio, regia di Derek Jarman (1986)
- The Last of England, regia di Derek Jarman (1988)
- Stormy Monday - Lunedì di tempesta (Stormy Monday), regia di Mike Figgis (1988)
- Dio salvi la regina (For Queen & Country), regia di Martin Stellman (1988)
- Un amore forse due (The Miracle), regia di Neil Jordan (1991)
- Il mio papà è il Papa (The Pope Must Die), regia di Peter Richardson (1991)
- Edoardo II (Edward II), regia di Derek Jarman (1991)
- Orlando, regia di Sally Potter (1992)
- La moglie del soldato (The Crying Game), regia di Neil Jordan (1992)
- Le cinque vite di Hector (Being Human), regia di Bill Forsyth (1993)
- Intervista col vampiro (Interview with the Vampire: The Vampire Chronicles), regia di Neil Jordan (1994)
- Rob Roy, regia di Michael Caton-Jones (1995)
- Michael Collins, regia di Neil Jordan (1996)
- Le ali dell'amore (The Wings of the Dove), regia di Iain Softley (1997)
- The Butcher Boy, regia di Neil Jordan (1997)
- Shakespeare in Love, regia di John Madden (1998)
- Hilary e Jackie (Hilary and Jackie), regia di Anand Tucker (1998)
- Velvet Goldmine, regia di Todd Haynes (1998)
- Il viaggio di Felicia (Felicia's Journey), regia di Atom Egoyan (1999)
- Miss Julie, regia di Mike Figgis (1999)
- Fine di una storia (The End of the Affair), regia di Neil Jordan (1999)
- Lontano dal paradiso (Far from Heaven), regia di Todd Haynes (2002)
- Gangs of New York, regia di Martin Scorsese (2002)
- Sylvia, regia di Christine Jeffs (2003)
- The Libertine, regia di Laurence Dunmore (2004)
- The Aviator, regia di Martin Scorsese (2004)
- Lady Henderson presenta (Mrs Henderson Presents), regia di Stephen Frears (2005)
- The Departed - Il bene e il male (The Departed), regia di Martin Scorsese (2006)
- L'altra donna del re (The Other Boleyn Girl), regia di Justin Chadwick (2008)
- The Young Victoria, regia di Jean-Marc Vallée (2009)
- Shutter Island, regia di Martin Scorsese (2010)
- The Tempest, regia di Julie Taymor (2010)
- Hugo Cabret (Hugo), regia di Martin Scorsese (2011)
- The Wolf of Wall Street, regia di Martin Scorsese (2013)
- Cenerentola (Cinderella), regia di Kenneth Branagh (2015)
- Carol, regia di Todd Haynes (2015)
- La stanza delle meraviglie (Wonderstruck), regia di Todd Haynes (2017)
- La ragazza del punk innamorato (How to Talk to Girls at Parties), regia di John Cameron Mitchell (2017)
- La favorita (The Favourite), regia di Yorgos Lanthimos (2018)
- Il ritorno di Mary Poppins (Mary Poppins Returns), regia di Rob Marshall (2018)
- The Irishman, regia di Martin Scorsese (2019)
- The Glorias, regia di Julie Taymor (2020)
- Mothering Sunday, regia di Eva Husson (2021)
- Living, regia di Oliver Hermanus (2022)
- Biancaneve, regia di Marc Webb (2025)

### Produttrice
- La stanza delle meraviglie (Wonderstruck), regia di Todd Haynes (2017)

## Riconoscimenti
- Premio Oscar
  - 1994 – Candidatura ai migliori costumi per Orlando
  - 1998 – Candidatura ai migliori costumi per Le ali dell'amore
  - 1999 – Candidatura ai migliori costumi per Velvet Goldmine
  - 1999 – Migliori costumi per Shakespeare in Love
  - 2003 – Candidatura ai migliori costumi per Gangs of New York
  - 2005 – Migliori costumi per The Aviator
  - 2006 – Candidatura ai migliori costumi per Lady Henderson presenta
  - 2010 – Migliori costumi per The Young Victoria
  - 2011 – Candidatura ai migliori costumi per The Tempest
  - 2012 – Candidatura ai migliori costumi per Hugo Cabret
  - 2016 – Candidatura ai migliori costumi per Carol
  - 2016 – Candidatura ai migliori costumi per Cenerentola
  - 2019 – Candidatura ai migliori costumi per La favorita
  - 2019 – Candidatura ai migliori costumi per Il ritorno di Mary Poppins
  - 2020 – Candidatura ai migliori costumi per The Irishman
- Saturn Award
  - 1995 – Migliori costumi per Intervista col vampiro
  - 2012 – Candidatura ai migliori costumi per Hugo Cabret
  - 2016 – Candidatura ai migliori costumi per Cenerentola
- BAFTA Awards
  - 1994 – Candidatura ai migliori costumi per Orlando
  - 1995 – Candidatura ai migliori costumi per Intervista col vampiro
  - 1998 – Candidatura ai migliori costumi per Le ali dell'amore
  - 1999 – Migliori costumi per Velvet Goldmine
  - 1999 – Candidatura ai migliori costumi per Shakespeare in Love
  - 2000 – Candidatura ai migliori costumi per Fine di una storia
  - 2003 – Candidatura ai migliori costumi per Gangs of New York
  - 2005 – Candidatura ai migliori costumi per The Aviator
  - 2006 – Candidatura ai migliori costumi per Lady Henderson presenta
  - 2011 – Candidatura ai migliori costumi per Hugo Cabret
  - 2016 – Candidatura ai migliori costumi per Carol
  - 2019 – Migliori costumi per La favorita
  - 2019 – Candidatura ai migliori costumi per Il ritorno di Mary Poppins
  - 2020 – Candidatura ai migliori costumi per The Irishman